# Yanni

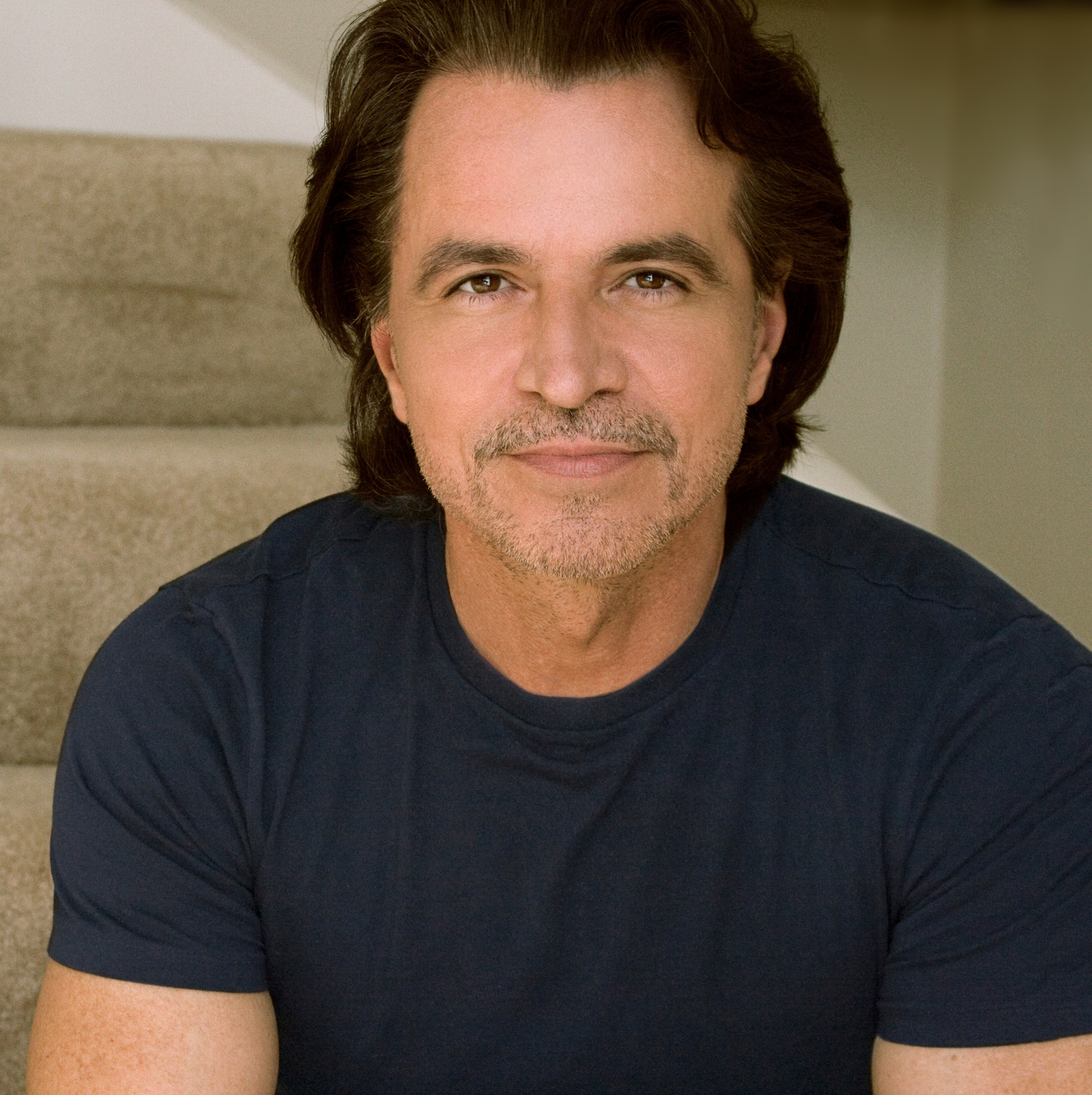
Yanni (2007)

Yiannis Hryssomallis (* 14. November 1954 in Kalamata; eigentlich griechisch Γιάννης Χρυσομάλλης Giánnis Chrysomállis), bekannt unter seinem Künstlernamen Yanni, ist ein griechischer Komponist, Pianist, Keyboarder und Musikproduzent.
Yanni komponiert vorrangig instrumentale Werke. Da seine spezielle Form von Musik, eine Vermischung aus Jazz, Klassik, Rock und Weltmusik, nicht für poplastige Musik- und Radiosendungen geeignet schien, erlangte Yanni internationale Anerkennung, indem er Konzerte an historischen Bauwerken veranstaltete und Videos produzierte, die im öffentlichen Fernsehen gezeigt wurden. Das Konzert, welches ihm den Durchbruch verschaffte, Yanni Live at the Acropolis, wurde das zweitbestverkaufte Musikvideo aller Zeiten. Weitere historische Plätze für Yannis Konzerte waren das Taj Mahal (Indien), die Verbotene Stadt (China), Burj Khalifa (Vereinigte Arabische Emirate), der Kreml (Russland) und das Schloss El Morro (Puerto Rico).
Vierzehn seiner Alben erreichten Platz 1 der Billboard Charts in der Kategorie „New Age“, zwei Alben (Dare to Dream und In My Time) wurden für den Grammy nominiert. Im Musikmagazin Blender belegte Yanni den Rang 14 in der 2003 veröffentlichten Liste der 50 schlimmsten Rockstars aller Zeiten. Bis Ende 2011 hatte Yanni Livekonzerte vor mehr als zwei Millionen Menschen in mehr als 20 Ländern auf der ganzen Welt gegeben, kann mehr als 35 Platin- und Goldalben weltweit vorweisen und hat über 20 Millionen Platten verkauft. Seine Kompositionen wurden für Fernsehübertragungen von z. B. Sportereignissen wie der Tour de France verwendet; außerdem schrieb er Filmmusik und komponierte für eine Fernsehwerbung von British Airways.
Yanni beschäftigt Musiker verschiedener Nationalitäten und integriert eine Vielzahl an Instrumenten aus aller Welt. Beeinflusst durch seine Begegnungen mit anderen Kulturen gilt seine Musik als Ausdruck seiner „Eine Welt“-Philosophie.

## Kindheit und Jugend
Yanni lernte mit 6 Jahren das Klavierspiel. Seine Eltern ermutigten ihn, in eigenem Tempo und auf eigene Weise zu lernen, und ohne professionellen Musikunterricht. Bis heute benutzt Yanni die von ihm entwickelte „musikalische Kurzschrift“ anstatt der traditionellen Musiknotation.
Im November 1972 zog Yanni in die USA, wo er im Januar 1973 ein Psychologiestudium an der Universität von Minnesota begann und sein Geld als Tellerwäscher verdiente. Später erklärte er, dass er bei Tests nur deswegen gut abschnitt, weil er durch das Erlernen der englischen Sprache gezwungen war, jeden Absatz mehrmals zu lesen. 1976 machte Yanni seinen Abschluss als Bachelor in Psychologie.
Während seiner Studienzeit spielte Yanni in einer örtlichen Rockband und verbesserte seine Fähigkeiten am Klavier und am Keyboard.

## Musikerkarriere
1977 trat Yanni der aus Minneapolis stammenden Rockgruppe Chameleon bei, in der er mit dem Bandgründer und Schlagzeuger Charlie Adams zusammenarbeitete. Nach Verlassen der Band zog er nach Los Angeles, wo er an Filmmusik arbeiten wollte.

### 1980er bis frühe 1990er: Beginn und Anerkennung der Karriere
1980 nahm Yanni sein erstes Album Optimystique auf, welches zweimal wiederveröffentlicht wurde: 1984 von Atlantic Records und 1989 von Private Music.
Yanni gründete 1987 eine Band, u. a. mit Pianist und Sänger John Tesh sowie Charlie Adams als Schlagzeuger, und ging 1988 auf Tour, um seine frühen Alben zu bewerben.
Yanni erlangte größere Bekanntheit durch seine Auftritte im People Magazine und in der Oprah Winfrey Show gemeinsam mit der Schauspielerin Linda Evans, mit der er seit 1989 liiert war. Seine Auftritte im öffentlichen Fernsehen, die Verkaufsrekorde seiner Alben sowie die gut besuchten Konzerte brachten ihm eine Anerkennung ein, welche die Trennung von Evans überstand.
Das Album Dare to Dream (1992) war Yannis erstes Album, das für den Grammy nominiert wurde. Es enthielt Aria, ein Lied basierend auf Léo Delibes’ Blumenduett aus seiner Oper Lakmé, und bekannt geworden durch einen Werbespot für British Airways. Die zweite Grammynominierung erhielt das 1993 erschienene Album In My Time.

### 1990er: Akropolis, Weltruhm, Depression und Neuanfang
Das Konzert, mit dem Yanni den Durchbruch schaffte, Yanni Live at the Acropolis, und das er im September 1993 an der Akropolis im Odeon des Herodes Atticus zusammen mit einem Orchester unter der Leitung des iranischen Dirigenten Shardad Rohani gab, wurde 1994 als Album und Video veröffentlicht. Acropolis war Yannis erstes Livealbum, auf dem neben der eigentlichen Band auch das Royal Philharmonic Orchestra zu hören ist.
Für die Akropolis-Produktion investierte Yanni zwei Millionen Dollar. Das dabei entstandene Video wurde in 65 Ländern von einer halben Milliarde Zuschauern gesehen. Es wurde das zweitbestverkaufte Musikvideo nach Michael Jacksons Thriller und verkaufte mehr als sieben Millionen Exemplare weltweit.
Im März 1997 empfing Yanni als einer von wenigen westlichen Künstlern die Ehre, am Taj Mahal in Indien aufzutreten und zu filmen. Diesem Ereignis folgten im Mai 1997 Aufführungen in der Verbotenen Stadt in China, wodurch Yanni der erste westliche Künstler wurde, der in moderner Zeit an dieser historischen Stätte auftreten durfte. Diese beiden Ereignisse bildeten das Livealbum und Livevideo Tribute, welche im November 1997 veröffentlicht wurden.
Armen Anassian, Violinist und Dirigent in Yannis Tribute-Orchester, gab zu, dass er Zweifel an den Plänen des Künstlers hatte, die Auftritte im Taj Mahal und in der Verbotenen Stadt anzustreben: „Um ehrlich zu sein, als er vor ein paar Jahren darüber sprach, war die Idee fantastisch. Ich persönlich war sehr skeptisch, aus verständlichen Gründen. Aber die Wahrheit ist, es ist geschehen. Wir haben es geschafft.“ Anassian beschreibt Yanni als „sehr optimistisch“ und hat festgestellt, dass „ihn nichts wirklich erschüttert“. Dieser Eindruck überträgt sich natürlich auf seine Musik. „Ich denke nicht, dass das sein Ziel ist. Er ist sehr ehrlich mit seinen eigenen Gefühlen. Seine Musik kommt wirklich von Herzen. Er schreibt Musik gelassen, die Musik entsteht mit relativer Gelassenheit. Dass die Musik dem Zuhörer ein gutes Gefühl verschafft, ist ein Nebenprodukt. Es überschneidet sich lediglich mit dem, was die Leute gerne hören.“
Nach den Verhandlungen, die nötig waren, um 1997 im Taj Mahal und der Verbotenen Stadt auftreten zu dürfen, der Trennung von Linda Evans Anfang 1998 und nach Abschluss einer langen Welttour Ende 1998, stoppte Yanni seine Musikerkarriere. Später gab er zu, dass er depressiv geworden und nach Griechenland zurückgekehrt war, um dort bei seinen Eltern zu leben, bevor er sich drei Monate später auf eine Weltreise machte. Er gab für zwei Jahre keinerlei Interviews und erklärte später: „Ich bin gereist. Ich wollte die Lebensansichten anderer Menschen sehen, dem amerikanischen Traum entkommen.“

### 2000er bis 2010: Neue Perspektiven
Nach der zweijährigen Pause veröffentlichte Yanni 2000 If I could tell you, sein erstes Studioalbum in sieben Jahren. In der ersten Woche verkaufte sich das Album 55000 Mal und landete auf Platz 20 der Billboard Charts.
Die Musik auf dem Album Ethnicity (2003) repräsentierte viele der weltlichen Kulturen. Am 23. Oktober 2003 spielte Yanni eine Instrumentalversion der US-amerikanischen Hymne vor Spiel 5 der World Series 2003.
Das Livealbum und Livevideo Yanni Live! The Concert Event (2006) war in den Billboard Charts 2006 und 2007 das viertbestverkaufte New-Age-Album.
Zum ersten Mal in seiner Karriere brachte Yanni bei Yanni Voices, einem Projekt mit Ric Wake, Sänger als Hauptakteure auf die Bühne. Die Sänger Chloe Lowery, Ender Thomas, Leslie Mills und Nathan Pacheco wählte Yanni sorgfältig aus. Das daraus resultierende Album wurde am 24. März 2009 durch Walt Disney Records veröffentlicht und gelangte in den Billboard Charts 2009 auf Platz 2 und 2010 auf Platz 5 der bestverkauften New-Age-Alben.

### 2010er: Neues Sounddesign, Rückkehr zu Welttouren
Das Album Truth of Touch wurde im Februar 2011 veröffentlicht und wurde zum bestverkauften New-Age-Album im Jahr 2011. Das Album enthielt Instrumentalmusik kombiniert mit elektronischen und filmischen Einflüssen, ergänzt durch Elemente der Pop-, New-Age- und Weltmusik. Drei der fünfzehn Stücke auf dem vorrangig instrumentalen Album enthielten Gesangseinlagen von Sängern, die bereits bei Yanni Voices beteiligt gewesen waren.
2011 tourte Yanni durch die USA, sowie durch Kanada, Osteuropa und Asien. Im Dezember 2011 folgten Auftritte im Schloss El Morro in Puerto Rico, welche auf CD und DVD festgehalten und 2012 veröffentlicht wurden.
Anfang 2013 startete Yanni erneut eine Welttour.
2014 erschien sein Album Inspirato. Er nahm eine Reihe seiner Songs neu auf, dabei begleiteten ihn verschiedene Opernsänger wie zum Beispiel Plácido Domingo, Rolando Villazón, Renée Fleming und Pretty Yende.

## Beteiligte Musiker
Yanni hat im Laufe seiner Karriere zahlreiche Musiker aus aller Welt beschäftigt; manche sind häufiger mit ihm auf Tour.
Zu seiner Kernband der letzten Jahre gehören:
- Charlie Adams (Schlagzeug)
- Samvel Yervinyan (Violine)
- Ming Freeman (Keyboard)
- Pedro Eustache (verschiedene Flöten, Saxophone)
- Victor Espinola (Harfe, Gesang)

Weitere Musiker:
- Karen Briggs (Violine)
- Walter Rodriguez (Percussion)
- Ramon Flores (Trompete)
- Dan Landrum (Hammer Dulcimer)
- Sayaka Katsuki (Violine)
- Lisa Lavie (Gesang)

## Diskografie

### Alben
| Jahr | Titel                          | Höchstplatzierung, Gesamtwochen, AuszeichnungChartplatzierungen (Jahr, Titel, Platzierungen, Wochen, Auszeichnungen, Anmerkungen) | Höchstplatzierung, Gesamtwochen, AuszeichnungChartplatzierungen (Jahr, Titel, Platzierungen, Wochen, Auszeichnungen, Anmerkungen) | Höchstplatzierung, Gesamtwochen, AuszeichnungChartplatzierungen (Jahr, Titel, Platzierungen, Wochen, Auszeichnungen, Anmerkungen) | Höchstplatzierung, Gesamtwochen, AuszeichnungChartplatzierungen (Jahr, Titel, Platzierungen, Wochen, Auszeichnungen, Anmerkungen) | Höchstplatzierung, Gesamtwochen, AuszeichnungChartplatzierungen (Jahr, Titel, Platzierungen, Wochen, Auszeichnungen, Anmerkungen) | Anmerkungen |
| Jahr | Titel                          | DE | AT | CH | UK | US | Anmerkungen |
| ---- | ------------------------------ | --- | --- | --- | --- | --- | ----------- |
| 1990 | Reflections of Passion         | — | — | — | — | US29 ×2Doppelplatin · (93 Wo.)US                                                                                                  |             |
| 1991 | In Celebration of Life         | — | — | — | — | US60 Gold · (17 Wo.)US |             |
| 1992 | Romantic Moments               | DE13 (11 Wo.)DE | AT32 (3 Wo.)AT | — | — | — |             |
| 1992 | Dare to Dream                  | — | — | — | — | US32 Platin · (35 Wo.)US |             |
| 1993 | In My Time                     | — | — | — | — | US24 Platin · (73 Wo.)US |             |
| 1994 | Live at the Acropolis          | — | — | — | UK91 (1 Wo.)UK | US5 ×4Vierfachplatin · (114 Wo.)US                                                                                                |             |
| 1997 | In The Mirror                  | — | — | — | — | US17 Gold · (19 Wo.)US |             |
| 1997 | Devotion: The Best of Yanni    | — | — | — | — | US42 Gold · (22 Wo.)US |             |
| 1997 | Tribute                        | — | — | CH23 (6 Wo.)CH | UK40 (2 Wo.)UK | US21 Platin · (33 Wo.)US |             |
| 1999 | Love Songs                     | — | — | — | — | US98 (8 Wo.)US |             |
| 2000 | If I Could Tell You            | — | — | — | — | US20 Gold · (22 Wo.)US |             |
| 2003 | Ethnicity                      | — | — | — | — | US27 (17 Wo.)US |             |
| 2006 | Yanni Live!: The Concert Event | — | — | — | — | US84 (2 Wo.)US |             |
| 2009 | Yanni Voices                   | — | — | — | — | US20 (15 Wo.)US |             |
| 2011 | Truth of Touch                 | — | — | — | — | US91 (1 Wo.)US |             |
| 2012 | Live at El Morro, Puerto Rico  | — | — | — | — | US109 (2 Wo.)US |             |
| 2016 | Sensuous Chill                 | — | — | — | — | US173 (1 Wo.)US |             |

Weitere Alben
- 1984: Optimystique
- 1986: Keys to Imagination
- 1987: Out of Silence
- 1988: Chameleon Days
- 1989: Niki Nana
- 1999: Winter Light
- 2008: Yanni in the Mirror
- 2010: Mexicanísimo
- 2010: Yanni – The Inspiring Journey

### Videoalben
- 1994: Live at the Acropolis (US: ×6Sechsfachplatin )
- 1997: Tribute (US: ×2Doppelplatin )